# 清水久子
清水久子（しみず ひさこ、1974年3月19日 - ）は日本の総務官僚。大分市副市長。

## 来歴
富山県出身。京都大学法学部を卒業し、1997年 郵政省入省。
2000年7月から大蔵省大臣官房総合政策課調査第二係長。係長在職中に財務省となる。2002年8月 総務省大臣官房企画課企画調査第五係長。「経済・規制緩和」の担当となる。
2020年7月20日 内閣官房内閣参事官（内閣人事局（福利厚生、ハラスメント、訴訟、労働・国際担当））。2022年6月28日 総務省政治資金適正化委員会事務局参事官。2023年7月7日 総務省行政評価局評価監視官（農水、防衛担当）。
2024年4月1日 大分市副市長。

## 略歴
- 1997年4月 - 郵政省入省。
- 1997年8月 - 郵政省電気通信局電気通信事業部事業政策課。
- 1999年7月 - 郵政省大臣官房人事部人事課人材開発室。
- 2000年7月 - 大蔵省大臣官房総合政策課調査第二係長。
- 2001年1月6日 - 財務省大臣官房総合政策課調査第二係長。
- 2002年8月 - 総務省大臣官房企画課企画調査第五係長。
- 2003年8月 - 総務省総合通信基盤局総務課長補佐。
- 2004年7月 - 総務省総合通信基盤局国際部国際政策課国際機関室課長補佐。
- 2005年8月 - 総務省郵政行政局企画課国際企画室課長補佐。
- 2006年8月 - 総務省郵政行政局保険企画課長補佐 兼 郵政行政局信書便事業課。
- 2007年8月 - 総務省郵政行政局信書便事業課長補佐。
- 2008年7月 - 総務省情報流通行政局情報通信利用促進課長補佐。
- 2009年4月 - 和歌山県企画部企画政策局情報政策課長。
- 2016年 - 総務省情報流通行政局衛星・地域放送課国際放送推進室長。
- 2018年 - 総務省総合通信基盤局電気通信事業部事業政策課ブローバンド整備推進室長。
- 2020年7月20日 - 内閣官房内閣参事官（内閣人事局（福利厚生、ハラスメント、訴訟、労働・国際担当））。
- 2022年6月28日 - 総務省政治資金適正化委員会事務局参事官。
- 2023年7月7日 - 総務省行政評価局評価監視官（農水、防衛担当）。
- 2024年4月1日 - 大分市副市長[2]。